# فون (رياح)
الفون أو الفُونَة أو الفهن (بالألمانية: Föhn) ظاهرة جوية مميزة للمناطق الألبية بشكل خاص، والأحزمة الجبلية الشاهقة في كثير من بلاد العالم بشكل عام، وهي رياح جافة ودافئة تهب قادمة من قمم الجبال على الوديان المجاورة لها.

## أصل الكلمة
اشتق اسم الرياح من اللاتينية وكانت تعني رياحاً غربية، ودخل المصطلح Föhn في العصور الوسطى ليشير إلى هذه الظاهرة في مناطق جبال الألب. وحيث أن غالبية سكان الألب يتحدثون اللغة الألمانية، أُخذ عنهم هذا المصطلح ودخل إلى لغات أخرى (بالإنجليزية: Foehn wind) و(بالفرنسية: Effet de foehn) وهكذا.

رسم توضيحي لكيفية نشوء رياح الفون على جانب الجبل المظاهر (غير المواجه) للجبهة الهوائية.

تعرّف رياح الفون بأنها رياح على السفح المقابل للجبال المرتفعة، والناشئ عن هبوط الريح من قمة الجبل واحتكاكها بسفح الجبل مما يرفع درجة حرارتها بسبب حرارة الاحتكاك، ويخفض نسبة الرطوبة لتكون رياحاً دافئة جافة.
كما يظهر الرسم التوضيحي؛ تهب الرياح على سفح الجبل المواجه لها وبفعل اصطدامها بالسفح يتغير اتجاه مسيرها لتتجه للقمة. عند ارتفاعها تقل درجة حرارتها، بانخفاض حرارة الهواء في الطبقات العليا يصل الهواء إلى درجة التكاثف، وتهطل الأمطار على هذه الجهة المواجهة من الجبل، وعندما تتجاوز الرياح القمة وتبدأ - بفعل تغير كثافة الهواء بفعل البرودة - بالهبوط على السفح الآخر للجبل، فإنها ترتفع درجة حراتها بفعل الاحتكاك الشديد بالجبل، وتنخفض نسبة الرطوبة فيها لتصير رياحاً جافةً دافئة.
ومما يميز الحالة الجوية هذه وجود «جدار» الغيوم الذي يظهر فوق الجانب الممطر من الجبل، بينما يكون الجانب الآخر خالياً تماماً من الغيوم.
عادة ما يرافق هذه الرياح «تحسنٌ» في درجات الحرارة، ولكن كثيراً ما يتلو ذلك وصول الجبهة الهوائية الباردة المسببة للفون إلى هذه الوديان بعد يوم أو يومين ويرافقه هطول الأمطار.

## انتشار هذه الظاهرة

تنتشر ظاهرة الفون في كافة المناطق الجبلية في العالم، وتلقب بألقاب محلية ومن الأمثلة على هذه الرياح المحلية التي تدخل طائفة الفون في الجدول.
| المنطقة الجغرافية                 | الاسم المحلي للظاهرة        | السلسلة الجبلية             |
| --------------------------------- | --------------------------- | --------------------------- |
| أوروبا الوسطى                     | رياح الفون Föhn             | جبال الألب                  |
| آسيا الوسطى تركمانستان وأفغانستان | رياح أفغان                  | سلسلة جبال إيران وأفغانستان |
| أمريكا الجنوبية في تشيلي          | رياح Puelche                | سلسلة جبال الأنديز          |
| أمريكا الجنوبية ولكن في أرجنتين   | رياح Zonda                  | سلسلة جبال الأنديز          |
| نيوزيلاندا                        | رياح Canterbury Northwester | جبال الألب النيوزيلاندية    |
| أمريكا الجنوبية إكوادور والمكسيك  | رياح Chanduy                |                             |
| أمريكا الشمالية                   | رياح Chinook                | جبال روكي                   |
| أمريكا الشمالية                   | رياح Santa Ana wind         | جبال روكي                   |
| أستراليا                          | Great Dividing wind         | غريت ديفايدينغ              |

## وصلات خارجية
- شرح ظاهرة الفون على صفحة الظواهر الجوية لل BBC. (بالإنجليزية)
- شرح ظاهرة الفون مع صور متحركة صفحة الأرصاد الجوية للحكومة الأسترالية. (بالإنجليزية)

## هوامش
1. ↑  منير البعلبكي؛ رمزي البعلبكي (2008). المورد الحديث: قاموس إنكليزي عربي (بالعربية والإنجليزية) (ط. 1). بيروت: دار العلم للملايين. ص. 456. ISBN:978-9953-63-541-5. OCLC:405515532. OL:50197876M. QID:Q112315598.
2. ↑  محمد فتحي طه (1987)، معجم المصطلحات العلمية والفنية المستعملة في الأرصاد الجوية (بالعربية والإنجليزية)، جنيف: المنظمة العالمية للأرصاد الجوية، ص. 180، OCLC:1103724477، QID:Q110970664
3. ↑  World Meteorological Organisation نسخة محفوظة 26 يوليو 2018 على موقع واي باك مشين.

|                                                                         | الرياح |
| براني - سموم - شرش - شلوق - شـمّال - شهيلي - عاصفة رملية - الفون - موسمي |        |